# Snow Day
Snow Day är en amerikansk komedi från 2000 i regi av Chris Koch med bland annat Chevy Chase i en av huvudrollerna. Filmen släpptes direkt på video den 7 november 2001.

## Handling
En natt har snön fullständigt vräkt ner över lilla Suracuse vilket gjort alla vägar oframkomliga, vilket i sin tur betyder att alla elever får stanna hemma. Tack vare att eleverna fått en "snödag" försöker en grupp unga studenter, ledda av Natalie Brandston, att hindra Roger, "the Snowplowman", från att ploga upp vägarna så att de ska få ytterligare en ledig dag. Samtidigt försöker Natalies bror Hal att vinna skolans snyggaste tjejs, Claire Bonner, hjärta med hjälp av sin bäste vän Lane Leonard. Enda problemet för Hal är att Claire redan har en pojkvän, men det hindrar honom inte från att visa sin kärlek på ett antal olika sätt. Deras pappa, Tom, är en TV-meteorolog som kämpar mot den rivaliserande meteorologen Tchad Symmonz för att få fortsätta sin karriär. Vilket inte kommer att bli det lättaste.

## Om filmen
Filmen spelades in i Cedarburg i Wisconsin och New York samt i Edmonton och Calgary i Alberta och i Toronto, Ontario.

## Rollista (i urval)
- Chris Elliott - Roger "the Snowplowman"
- Mark Webber - Hal Brandston
- Jean Smart - Laura Brandston
- Schuyler Fisk - Lane Leonard
- Iggy Pop - Mr. Zellweger
- Pam Grier - Tina
- John Schneider - Chad Symmonz
- ChevyChase - Tom Brandston
- Zena Grey - Natalie Brandston
- Josh Peck - Wayne Alworth
- Jade Yorker - Chet Felker
- Damian Young - Ken Weaver
- Connor Matheus - Randy Brandston
- J. Adam Brown - Bill Korn
- Emmanuelle Chriqui - Claire Bonner